# Хлебобулочный проезд
Хлебобу́лочный прое́зд — проезд в Юго-Западном административном округе города Москвы на территории района Черёмушки.

## История
Проезд получил своё название в 1996 году по хлебопекарному комбинату (кондитерско-булочный комбинат «Черёмушки»).

## Расположение
Хлебобулочный проезд проходит от улицы Намёткина на юго-запад вдоль русла реки Котловки, поворачивает на северо-запад и проходит до Профсоюзной улицы. Между Профсоюзной улицей, улицей Намёткина и Хлебобулочным проездом расположена территория электродепо «Калужское».

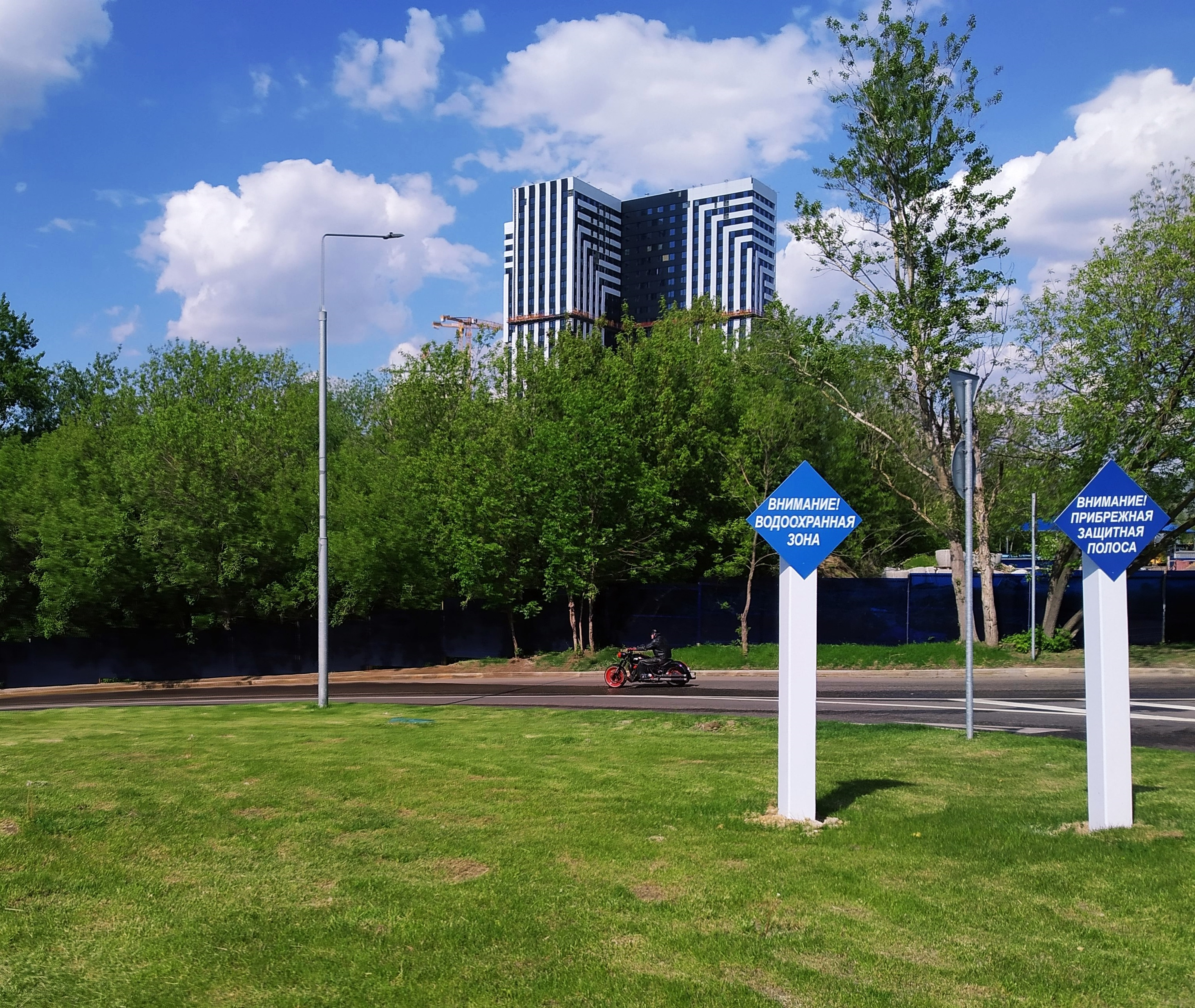
Безымянный проезд между Хлебобулочным и Научным проездом

## Примечательные здания и сооружения
По нечётной стороне:
По чётной стороне:

## Транспорт

### Автобус
По Хлебобулочному проезду маршруты наземного общественного транспорта не проходят. У западного конца проезда, на Профсоюзной улице, расположены остановки «Метро „Калужская“ (северный вестибюль)» автобусов м84, 1, 196, 226, 246, 404, 642, 699, 816, 915, 938, 961, c923, c954, т72; у восточного, на улице Намёткина, — остановки «Улица Намёткина» и «Хлебобулочный проезд» автобусов 246, 648, с5, т60, т72.

### Метро
- Станции метро «Калужская» Калужско-Рижской линии и «Воронцовская» Большой кольцевой линии (соединены переходом) — у западного конца проезда, на пересечении Профсоюзной улицы и улицы Обручева